# Michaela Janoušková
Michaela Janoušková (* 21. November 1992 in Marienbad) ist eine ehemalige tschechische Handballspielerin, die für die tschechische Nationalmannschaft auflief.

## Karriere
Michaela Janoušková spielte anfangs beim HC Plzeň. Später schloss sich die Außenspielerin dem tschechischen Erstligisten Sokol Písek an, mit dem sie zusätzlich am EHF Challenge Cup teilnahm. Im Jahre 2012 wechselte sie zum Ligakonkurrenten DHK Baník Most. Mit Baník Most gewann sie 2013, 2014 und 2015 die tschechische Meisterschaft, 2014 den tschechischen Pokal sowie den EHF Challenge Cup 2012/13. Im Sommer 2015 unterschrieb die Linkshänderin einen Vertrag beim deutschen Bundesligisten Bayer 04 Leverkusen. Ab dem Sommer 2017 lief sie für den deutschen Zweitligisten TV Beyeröhde auf. Am 1. Januar 2018 kehrte sie zum DHK Baník Most zurück. Mit DHK Baník Most gewann sie 2018 und 2019 die tschechische Meisterschaft.
Michaela Janoušková gab am 21. März 2013 ihr Debüt für die tschechische Nationalmannschaft. Janoušková bestritt 15 Länderspiele, in denen sie 9 Tore erzielte.